# Eishausen
Eishausen ist ein Ortsteil von Straufhain im Landkreis Hildburghausen in Thüringen.

## Lage
Eishausen liegt an der Rodach am Beginn eines herzförmigen Zipfels zu Bayern an der Landesstraße 1153 zwischen den Ortsteilen Adelhausen und Steinfeld in Richtung Hildburghausen. Die Vorgebirgslandschaft ist kupiert und wird vom fränkischen milden Klima beeinflusst.

## Geschichte

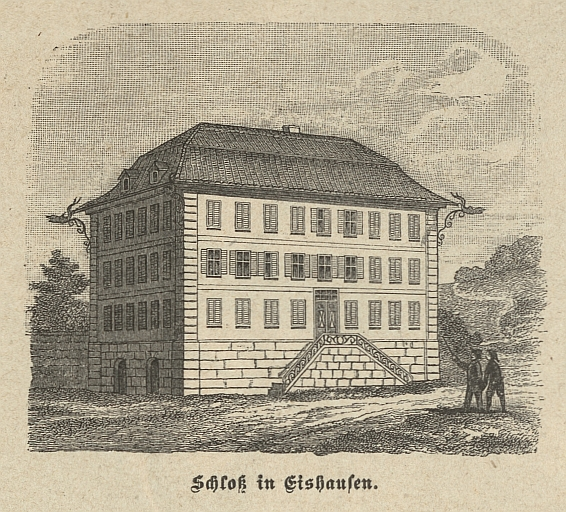
Zeichnung des Schlosses Eishausen (Die Gartenlaube, 1863)

Am 17. Oktober 837 wurde der Ort erstmals urkundlich erwähnt. Er trat geschichtlich als „Asiseshus“ auf (zu den Häusern des Asis, eines Grafen, der unter anderem in Eishausen ein Landgut besaß und dies dem Kloster Fulda vermachte). 
1259 wurde das Dorf „Eushusen“, „Eushusin“ und 1340 „Eureshusen“ genannt. 
Die Herren von Heßberg besaßen seit 1363 das Rittergut, die spätere Domäne, mit dem Eishäuser Schloss.
Im Jahr 1528 entstanden ein Schloss und die erste Schule. 
1614 erließen die Herren von Hesseburg die erste Dorfordnung. Zu Beginn des Dreißigjährigen Krieges hatte der Ort 394 Einwohner. Nachdem ihn Wallensteins Truppen fast vollständig zerstört hatten, lebten 1648 noch 13 Einwohner im Ort.
Die evangelisch-lutherische Kirche St. Marien entstand in ihrer heutigen Form im Jahr 1749. 
Carl von Heßberg, der das sogenannte Hintere Schloss 1780 an der Rodach neu errichten ließ, starb 1798 als Letzter der Eishäuser Linie. 1802 erwarb die herzogliche Kammer von Sachsen-Hildburghausen das Rittergut. 
Von 1810 bis 1845 war das Schloss an den Dunkelgrafen vermietet. Danach stand es leer und wurde 1874 abgerissen.
Im Jahr 1864 wurde der Feuerwehrverein gegründet. 1875 wurde eine neue Schule errichtet und 1891 die erste Wasserleitung gelegt. 
Nach dem Ersten Weltkrieg wurde 1920 bis 1922 die Kühberganlage mit dem Kriegerdenkmal gebaut und ab 1921 gab es elektrischen Strom in dem Ort. 
Am 23. März 1993 wurde Eishausen Ortsteil der Gemeinde Straufhain.